# 冰川神社 (川越市)
冰川神社（日语：／ Hikawa jinja */?）是一座位於日本埼玉縣川越市宮下町的神社。自武將太田道灌參拜以來便成為川越一帶的總鎮守並被歷代川越藩藩主所尊敬。為了區別位於同縣埼玉市大宮區的冰川神社，一般通稱此神社為川越冰川神社。
川越冰川神社原於每年10月14日、15日舉辦的川越冰川祭被日本指定為國家重要無形民俗文化財，該祭典由緊接其後的「神幸祭」與「彩車遊行活動（祭禮）」兩大活動組成，現改為10月的第3個周末六日舉辦。每年七夕會舉辦「結緣風鈴」（縁むすび風鈴）祭典，使用超過2,000個江戶風鈴裝飾神社境內，可以將願望寫在風鈴下方的短冊上，與日本各地傳統七夕活動將短冊掛在竹枝上有所不同。
自古以來，川越冰川神社一直就有「把神社境內的小石子帶走就會遇到良緣」的傳說。每天早晨，巫女會在神社本殿前撿拾白色的小石子並用麻網將其包裹起來，製成「結緣石」（縁結び玉）由神職人員於每日八點整限量免費發放二十個。
神社旁有專門做為婚禮會場的「冰川会館」，是埼玉縣内唯一一個附近就是神社的專門婚禮會場。在此舉行的婚禮會有的特殊儀式，此為川越冰川神社獨有的結婚儀式，且已經登陸商標。

## 祭神
川越冰川神社主要祭祀素戔嗚尊、奇稻田姫命、大己貴命、腳摩乳命、手摩乳命五大神祇。腳摩乳命與手摩乳命為奇稻田姫命的父母，而大己貴命則是素戔嗚尊與奇稻田姫命所生的兒子。由於其中供奉的素戔嗚尊與奇稻田姫命是夫妻，川越冰川神社自古以來就是祈求姻緣的聖地。

## 歷史
- 541年（欽明天皇2年） 據說當時由欽明天皇從大宮的冰川神社分建創立。[8]
- 1457年（長祿元年） 修築河越城，武將太田道灌前來參拜並留下了一首和歌。
- 舊社格為縣社，現在是神社本廳的別表神社。
- 1948年（昭和23年） 於神社境内發掘出疑似祭祀用劍型的石製品，大致上可以證明神社大約在西元五世紀的古墳時代就已存在，且已經開始從事祭祀活動。[9]

## 主要設施

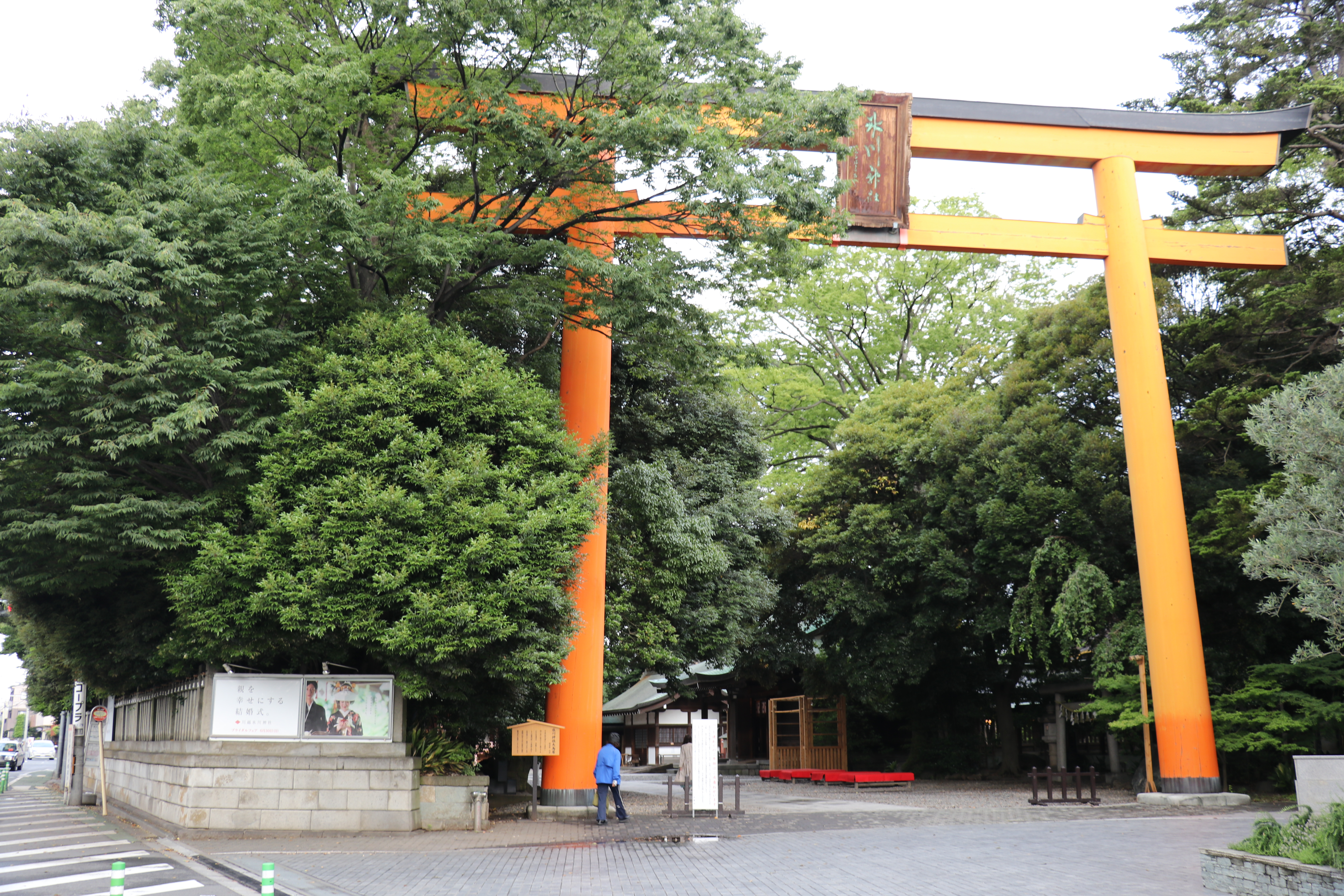
大鳥居

- 本殿：建築型式為入母屋造且有向拝，屋頂則是銅製而成現青綠色。於1849年（寛永2年）由松平齊典（日语：松平斉典）捐贈建成，本殿的雕刻則由彫物師嶋村源藏與飯田巖次郎操刀。[10]
  - 八坂神社（舊牛頭天王社）：原為1637年（寛永14年）由德川幕府第三代將軍德川家光於江戸城二之丸內建造的東照宮。1656年（明曆2年）移至川越城内，1872年（明治5年）川越城廢城後移建至此。[10]
  - 護國神社：祭祀西南戰爭中川越出身的戰歿軍人。[10]
  - 柿本人麻呂神社
  - 稻荷神社
- 大鳥居：日本著名的木造鳥居之一，高度約為15公尺，號稱日本最大的木造鳥居[10]。扁額上的社号由勝海舟題字。
- 舞殿：1704年（寶永元年）建造，舉行祭祀演出御囃子（日语：囃子）的舞台。[10]
- 小川：用於放流紙製的小人「人形」，進行「人形流」（人形流し）的祈福活動。[10]
- 戌岩：外型似狗頭的岩石。[10]
- 繪馬隧道
- 御神木

## 主要祭典
- 良緣祈願祭：每月八日八時八分與每月第四個星期六八時八分舉行。[3]
- 川越冰川祭（日语：川越氷川祭）：關東三大祭之一。始於1652年（慶安4年）川越藩主松平信綱時代的祭典。原為每年10月14日、15日川越冰川神社舉辦的「例大祭」，1997年（平成9年）改為10月的第3個周末六日舉辦，並稱「川越冰川祭」。[2][3][4]
- 御衾替神事（お衾替神事）：於每年12月下旬舉行的神事，由於此祭典比較特殊，並不會向大眾公開。[3]
- 大祓（日语：大祓）：7月31日、12月31日舉行，通過繞行茅輪並念咒語淨化半年來積累的污穢。[3]
- 結緣風鈴（縁むすび風鈴）：自2014年開始，於每年七月至九月間舉辦的祭典，神社內會設置「風鈴回廊」，使用超過2,000個江戶風鈴，並可以在風鈴的短冊寫上願望。[3]

## 文化
- 本殿：埼玉縣指定有形文化財
- 八坂神社社殿：埼玉縣指定文化財

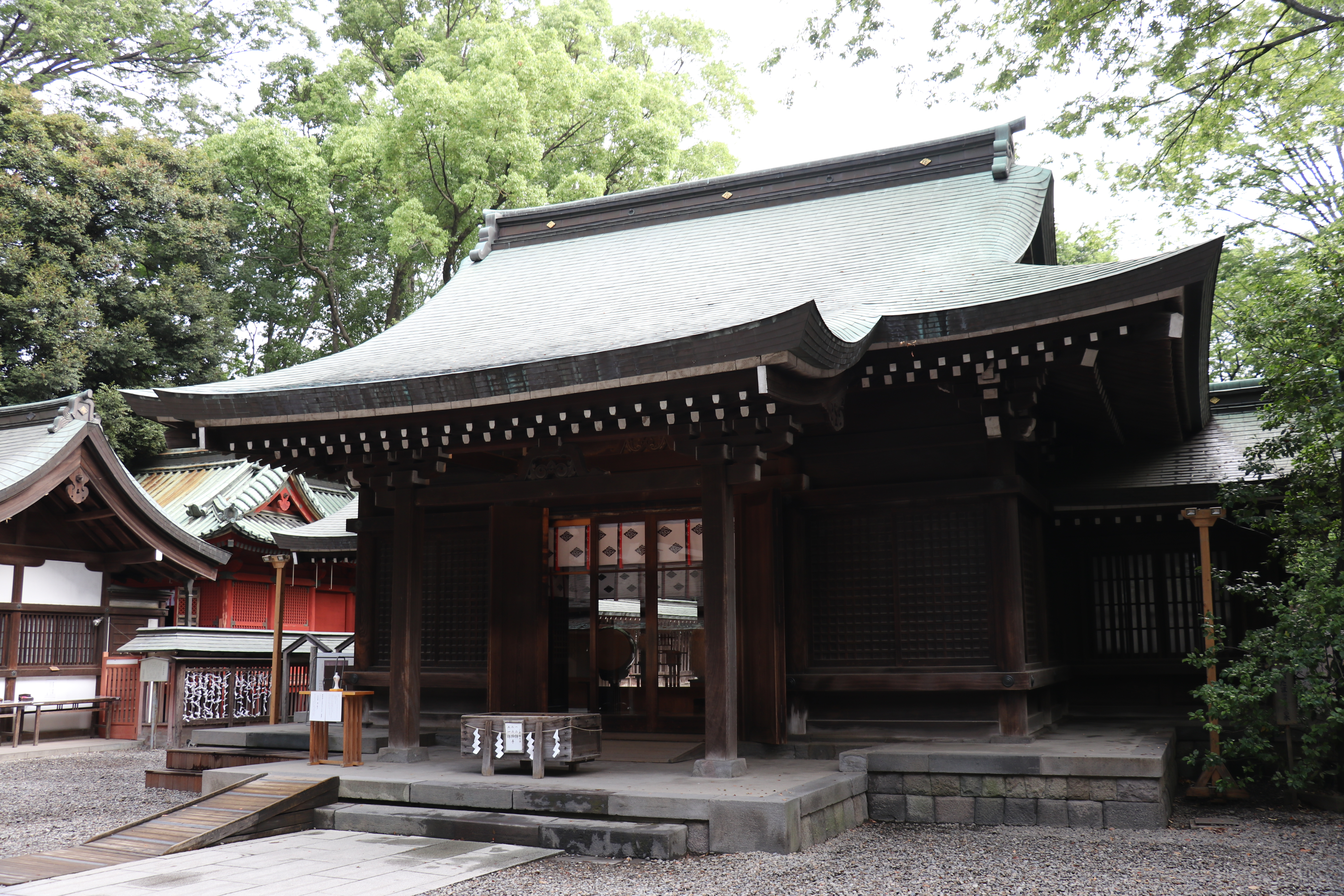
本殿

- 川越冰川祭：國指定重要無形民俗文化財，並與日本國內其他33個祭典一同以「日本的山、矛、屋台儀式」之名被聯合國教科文組織列入人類非物質文化遺產代表名錄。[11][12]

- 書畫
  - 《川越冰川祭禮繪卷》江野楳雪：川越市指定有形民俗文化財
  - 《川越冰川祭禮繪馬》長谷川雪溪：埼玉縣指定文化財
  - 《高島流炮術額》：川越市指定有形民俗文化財
  - 《黑馬圖大繪馬》：川越市指定有形民俗文化財
  - 《朝鮮通信使行列圖大繪馬》：川越市指定有形民俗文化財

## 外部連結
- 川越冰川神社官網（日語）
- 冰川會館官網（页面存档备份，存于）（日語）
- 川越祭官網（页面存档备份，存于）（中文）
- 川越冰川神社的Facebook專頁